# Średniaki (serial telewizyjny)
Średniaki (ang. The Inbetweeners, 2012) – amerykański serial komediowy stworzony przez Damona Beesleya i Iaina Morrisa. Wyprodukowany przez Kapital Entertainment i Bwark Productions. Jest to remake brytyjskiego serialu pod tym samym tytułem.
Światowa premiera serialu miała miejsce 20 sierpnia 2012 roku na antenie MTV. Ostatni odcinek serialu został wyemitowany 5 listopada 2012 roku. Dnia 28 listopada 2012 roku stacja MTV zdecydowała się zakończyć emisję serialu z powodu zbyt niskiej oglądalności. W Polsce premiera serialu odbyła się 27 stycznia 2013 roku na kanale MTV Polska.

## Opis fabuły
Serial opowiada o losach czterech kumpli – Willa, Simona, Jaya i Neila, którzy powoli zaczynają przygodę z dorosłym życiem, robiąc jeden krok naprzód, ale również trzy kroki wstecz.

## Obsada
- Bubba Lewis jako Simon Cooper
- Zack Pearlman jako Jay Cartwright
- Joey Pollari jako Will McKenzie
- Mark L. Young jako Neil Sutherland
- Alex Frnka jako Carli D'Amato
- Brett Gelman jako pan Gilbert
- Kirby Bliss Blanton jako Charlotte Allen

## Spis odcinków
| Światowa premiera | Polska premiera | N/o | Angielski tytuł         |
| ----------------- | --------------- | --- | ----------------------- |
|                   |                 |     |                         |
| SERIA PIERWSZA    |                 |     |                         |
|                   |                 |     |                         |
| 20.08.2012        | 27.01.2013      | 01  | Pilot                   |
|                   |                 |     |                         |
| 27.08.2012        | 03.02.2013      | 02  | Sunshine Mountain       |
|                   |                 |     |                         |
| 03.09.2012        | 10.02.2013      | 03  | Club Code               |
|                   |                 |     |                         |
| 10.09.2012        | 17.02.2013      | 04  | The Wrong Box           |
|                   |                 |     |                         |
| 17.09.2012        | 24.02.2013      | 05  | The Masters             |
|                   |                 |     |                         |
| 24.09.2012        | 03.03.2013      | 06  | Class Clown             |
|                   |                 |     |                         |
| 01.10.2012        | 10.03.2013      | 07  | Crystal Springs         |
|                   |                 |     |                         |
| 08.10.2012        | 17.03.2013      | 08  | The Field Trip          |
|                   |                 |     |                         |
| 15.10.2012        | 24.03.2013      | 09  | Fire!                   |
|                   |                 |     |                         |
| 22.10.2012        | 31.03.2013      | 10  | Reading Gives You Wings |
|                   |                 |     |                         |
| 29.10.2012        | 07.04.2013      | 11  | Spa Time                |
|                   |                 |     |                         |
| 05.11.2012        | 14.04.2013      | 12  | The Dance               |
|                   |                 |     |                         |